# Виадук Гараби
Виадук Гараби (фр. Viaduc de Garabit) — французский металлический железнодорожный мост. Памятник истории с 1965 года
Сооружён в департаменте Канталь через реку Трюйер на железной дороге Безье — Клермон-Ферран в районе Центрального массива. Был построен 1880—1884 годах под руководством инженера Гюстава Эйфеля. Введён в эксплуатацию в 1885 году.
Виадук Гараби — одно из самых знаменитых инженерных решений второй половины XIX в. Представляет собой металлическую сетчатую конструкцию, пересекающую долину на высоте более 130 м в виде огромной серповидной арки (пролет в 180 м, высота 60 м). Настил моста длиной 490 м состоит из отдельных ферм. Общая длина 564,6 м.

## В кино
- Ад (фильм, 1964)
- Перевал Кассандры (1976).